# Катасанов, Александр Семёнович
Катаса́нов Алекса́ндр Семёнович (1737—1804) — русский кораблестроитель XVIII века, обер-сарваер, генерал-лейтенант флота, первый директор первого в мире Училища корабельной архитектуры в Санкт-Петербурге.
По чертежам Катасанова было построено более 50 канонерских лодок, 40 линейных парусных кораблей и 24 фрегата, 12 из которых построил лично. Ввёл медную обшивку подводной части военных кораблей и единую окраску корабельных корпусов. Впервые в практике отечественного кораблестроения бак и ют кораблей соединил сплошной палубой, что позволило усилить огневую мощь и улучшить управление парусами, изобрёл механизм для механической установки мачт на российских кораблях.

## Биография
Александр Семёнович Катасанов родился в 1737 году. Писатель Валентин Пикуль в романе «Фаворит» указывает, что Катасанов (в книге Катасонов) — уроженец Архангельской губернии. Корабельным учеником принимал участие в постройке судов, сначала на Соломбальской верфи, затем с 13 лет строил ластовые суда на Галерном островке в Санкт-Петербурге. К 1765 году имел чин корабельного мастера майорского ранга.
В качестве корабельного мастера ластовых судов принимал участие в 1-й Архипелагской экспедиции (1769—1774) — крупной стратегической операции эскадры адмирала Г. А. Спиридонова Балтийского флота в Средиземном моря во время русско-турецкой войны 1768—1774 годов. За исправление судов Спиридонов пожаловал Катасанову 50 «червонных» и отправил о его работе отзыв в Адмиралтейств-коллегию: «кто не самовидец, едва поверить бы мог о тамошнем в Аузе нашем адмиралтействе; имея флот с греческим до 100 судов и каждое какой-нибудь требует починки и поправления, а он, Катасанов, у всего того один только мастер». В 1775 году Катасанов возвратился из Средиземного моря.
С 1777 года Катасанов находился в Кронштадте, занимался починкой старых судов. 9 июня 1778 года заложил на верфи в Кронштадте, спроектированный им же 66-пушечный линейный корабль «Победоносец». В августе того же года, Адмиралтейств-коллегия направила Катасанова вместе с капитан-лейтенантом С. И. Плещеевым в секретную служебную командировку в Швецию, для изучения строительства крытых доков и новейших судов шведского галерного флота. Сведения, добытые А. С. Катасановым и С. И. Плещеевым, вошли в основу представленных императрице «Рассуждений о корабельном флоте» Швеции, но более десяти лет они не были востребованы. Только в декабре 1787 года по императорскому указу на Галерной верфи была начата постройка корабельным мастером Д. А. Масальским гребного, оснащённого «тяжеловесною артиллериею», специальной постройки по опыту шведских кораблестроителей, судна — 30-пушечной шебеки «Летучая». В 1779 году Катасанов был командирован в Казань для освидетельствования фрегатов, построенных на Казанском адмиралтействе для Каспийского моря. В 1799 году по чертежам А. С. Катасанова на Соломбальской верфи в Архангельске корабельным мастером Г. Игнатьевым были построены 74-пушечные корабли «Москва», «Ярослав» и «Святой Пётр». 25 февраля 1799 года в Санкт-Петербургском адмиралтействе, А. Катасанов лично заложил 74-пушечный линейный корабль «Архистратиг Михаил» по чертежу трофейного шведского корабля «Эмгейтен» (проект Ф. Чапмана). Корабль был спущен на воду 5 мая 1800, и вошёл в состав Балтийского флота. Катасанов продолжал достраивать корабль «Победоносец» и 16 сентября 1780 года спустил его на воду. В 1780 году в Кронштадтском адмиралтействе под руководством А. С. Катасанова был построен 14-пушечный корабль «Перун». В 1800 году на Херсонской верфи по корабельному чертежу А. С. Катасанова и Д. А. Масальского корабельными мастерами В. И. Потаповым и В. А. Сарычевым был построен 68-пушечный линейный корабль «Варахаил». В том же году по чертежу Катасанова в Херсоне корабельным мастером М. И. Суровцовым был построен 110-пушечный «Ягудиил».
В 1781 году по предложению Катасанова в русском флоте была введена медная обшивка подводной части военных кораблей и единая окраска корпусов кораблей. Борта их стали окрашивать снаружи чёрной краской с широкими белыми полосами вдоль линий пушечных портов, находившихся ниже верхней палубы. 
В 1782—1784 годах в Кронштадте А. С. Катасанов строил 100-пушечный линейный корабль «Ростислав», после спуска на воду и достройки корабля был направлен в Таганрог.

### Служба на Черноморском флоте
В 1788—1790 годах на верфи в местечке Рогожские хутора, расположенном на берегу реки Кутюрма в дельте Дона, строил фрегаты «Царь Константин» и «Фёдор Стратилат». Судостроительная деятельность А. С. Катасанова в Херсоне и Николаеве высоко была отмечена князем Г. А. Потёмкиным. В своём письме Екатерине Второй в апреле 1789 года он так характеризовал корабельного мастера «…одним словом, из всех один мастер корабельный — честный человек» и предлагал «подполковника и мастера корабельного Катасанова достойного за труды свои награждения чином полковничьим».
В 1791 году Катасанов был назначен главным инспектором кораблестроения. В 1792 году был направлен в Херсон на должность ведущего корабельного мастера Черноморского адмиралтейского правления, где проектировал и руководил постройкой кораблей. 3 февраля 1794 года А. Катасанов на Херсонской верфи заложил 74-пушечный корабль «Святой Пётр», а 18 марта того же года однотипный «Захарий и Елисавета». Впервые в практике российского кораблестроения Катасанов бак и ют кораблей соединил сплошной палубой, что позволило усилить огневую мощь и улучшить управление парусами. Первый корабль был спущен на воду 5 ноября 1794 года, второй — 1 августа 1795 года. Из Херсона корабли пришли в Севастополь в октябре 1796 года. В рапорте, поданном на имя командующего Черноморским флотом вице-адмирала Ф. Ф. Ушакова, командир «Захария и Елисавет» капитан 1 ранга И. И. Ознобишин высказал ряд замечаний по конструктивным недостаткам своего корабля, в частности о невозможности установить корабельный баркас. В письме к Катасанову и рапорте в Черноморское правление Ф. Ф. Ушаков настоятельно просил в дальнейшем «корабли строить обыкновенным во всей Европе употребляющимся манером и сходно в кронштадтском флоте». Была назначена комиссия по определению практических качеств построенных кораблей в сравнении с другими. Корабли построенные Катасановым при морских испытаниях проявили себя с наилучшей стороны. 15 ноября 1795 года был заложен такой же линейный корабль «Симеон и Анна», который был спущен на воду 19 июля 1797 года. Все корабли Катасанова, построенные со сплошной палубой, вошли в состав эскадры Ушакова, и затем успешно участвовали в войне с Францией 1798—1800 годов
В 1783—1789 годах по чертежам Катасанова корабельный мастер С. И. Афанасьев на Херсонской верфи построил однотипные линейные корабли «Преображение Господне», «Святой Павел», «Мария Магдалина», «Александр» и «Святой Владимир».
В 1793 году Катасанов в Херсоне построил 36-пушечный фрегат «Счастливый». К концу 1795 года под руководством Катасанова на Херсонской верфи было построено 53 канонерских лодки, которые участвовали в операции войск Суворова по взятию турецкой крепости Измаил.

### Служба в Санкт-Петербурге
В декабре 1796 года был переведён в Санкт-Петербург. С 27 февраля 1797 года в должности обер-сарваера флота. В 1798 году Катасанов подал в Адмиралтейств-коллегию докладную записку о необходимости механизации установок мачт на российских кораблях и представил проект изобретённой им машины (крана), позволяющей десяти матросам установить мачту всего за 56 минут. Модель машины была изготовлена в натуральную величину и успешно использовалась впоследствии.
В 1798—1799 годах по чертежам Катасанова были построены на Херсонской верфи линейные корабли «Святой Михаил», «Ягудиил», «Святая Параскева (линейный корабль)» (строитель М. И. Суровцов), «Тольская Богородица» (строитель И. И. Тарусов) и «Мария Магдалина Вторая» (строитель В. И. Потапов).
20 августа 1798 года Катасанов был назначен начальником первого в мире Училища корабельной архитектуры в Санкт-Петербурге, которое начало готовить обученных драфцманов и тиммерманов высшего разряда с чином XII—XIII класса Табели о рангах для корабельных верфей флота. На А. С. Катасанова возлагалась обязанность не только руководства училищем и контроль «за учителями и учениками из послуживших корабельных мастеров или подмастерьев», но и «обучать и классы». В книгах С. Обранта (Залман Хаимович Обрант) «Школа корабелов» и Н. В. Скрицкого «Самые знаменитые кораблестроители России», которые сыграли важную роль в представлении массовому читателю знаменитого кораблестроителя России, ошибочно утверждается, что основная работа по организации училища была выполнена членом Академии наук профессором математики С. Е. Гурьевым, а А. С. Катасанов старался не вмешиваться в процесс обучения и занимался только проектированием и строительством кораблей. Историк А. Г. Кучирь, исследователь жизнедеятельности А. С. Катасанова, опираясь на официальные документы, опровергает это утверждение. Катасанов принимал самое активное участие в подборе преподавательского состава училища, обустройству классных помещений, улучшению качества питания воспитанников, организации их учебного процесса и практики на верфях Санкт-Петербурга, лично читал лекции и проводил занятия с учениками. 
В 1798 году главный инспектор кораблестроения А. С. Катасанов разработал проект крупнейшего по тем временам 130-пушечного корабля «Благодать». Служебные обязанности не позволяли ему лично заняться строительством корабля, поэтому он полностью доверил руководство всеми работами молодому корабелу Ивану Амосову, и только изредка посещал верфи сам. 25 февраля 1799 года корабль был заложен в Главном Адмиралтействе и спущен на воду в 1800 году. 3 августа 1800 года по проекту Катасанова в Санкт-Петербургском адмиралтействе И. П. Амосов заложил ещё два линейных корабля: 100-пушечный линейный корабль «Гавриил», который был спущен на воду 3 октября 1802 года и головной корабль серии 74-пушечных линейных кораблей «Селафаил» (спущен на воду 22 августа 1803 года). 14 марта 1801 года Катасанов был произведён в чин генерал-лейтенанта.
Умер Александр Семёнович Катасанов 30 августа 1804 года. Похоронен в Санкт-Петербурге.

## Память
- Именем А. С. Катасанова названа улица в Донецке[13].